# Anabittacus iridipennis
Anabittacus iridipennis is een schorpioenvlieg uit de familie van de hangvliegen (Bittacidae). De wetenschappelijke naam van de soort is voor het eerst geldig gepubliceerd door Kimmins in 1929.
De soort komt voor in Chili.